# Sent Martin de las Combas
Sent Martin dei Combas (en francès Saint-Martin-des-Combes) és un municipi francès situat al departament de la Dordonya i a la regió de la Nova Aquitània.

## Demografia
| 1962                                       | 1968 | 1975 | 1982 | 1990 | 1999 | 2007 |
| ------------------------------------------ | ---- | ---- | ---- | ---- | ---- | ---- |
| 197                                        | 150  | 132  | 134  | 151  | 180  | 194  |
| Des de 1962: població sense dobles comptes |      |      |      |      |      |      |

## Administració
| Període   | Identitat       | Partit |
| --------- | --------------- | ------ |
| 1971-2008 | Georges Massias |        |
| 2008-     | Hervé Durst     |        |